# Рамшає
Рамшає (перс. رمشايه) — село в Ірані, у дегестані Шабхус-Лат, у бахші Ранкух, шагрестані Амлаш остану Ґілян. За даними перепису 2006 року, його населення становило 216 осіб, що проживали у складі 60 сімей.

## Клімат
Середня річна температура становить 14,54°C, середня максимальна – 28,43°C, а середня мінімальна – 0,76°C. Середня річна кількість опадів – 983 мм.
| Клімат поселення                              | Клімат поселення | Клімат поселення | Клімат поселення | Клімат поселення | Клімат поселення | Клімат поселення | Клімат поселення | Клімат поселення | Клімат поселення | Клімат поселення | Клімат поселення | Клімат поселення | Клімат поселення |
| Показник                                      | Січ.             | Лют.             | Бер.             | Квіт.            | Трав.            | Черв.            | Лип.             | Серп.            | Вер.             | Жовт.            | Лист.            | Груд.            |                  |
| Середній максимум, °C                         | 11,44            | 11,27            | 12,54            | 17,53            | 21,54            | 26,46            | 28,43            | 28,29            | 24,20            | 20,94            | 16,80            | 12,46            |                  |
| Середня температура, °C                       | 6,19             | 6,02             | 7,29             | 12,27            | 16,28            | 21,21            | 24,11            | 23,97            | 19,88            | 16,62            | 12,49            | 8,15             |                  |
| Середній мінімум, °C                          | 0,93             | 0,76             | 2,04             | 7,01             | 11,02            | 15,96            | 19,80            | 19,66            | 15,56            | 12,32            | 8,18             | 3,83             |                  |
| Норма опадів, мм                              | 83               | 74               | 82               | 50               | 48               | 34               | 30               | 48               | 110              | 180              | 135              | 109              |                  |
| Середньомісячна швидкість вітру, м/с          | 2.30             | 2.47             | 2.51             | 2.43             | 2.33             | 2.18             | 2.49             | 2.20             | 2.00             | 2.10             | 2.06             | 2.13             |                  |
| Середньомісячна сонячна радіація, кДж/м²·день | 7306             | 9297             | 11300            | 15399            | 19180            | 20716            | 21642            | 18393            | 14922            | 10889            | 8794             | 6906             |                  |
| --------------------------------------------- | ---------------- | ---------------- | ---------------- | ---------------- | ---------------- | ---------------- | ---------------- | ---------------- | ---------------- | ---------------- | ---------------- | ---------------- | ---------------- |
| Джерело:                                      |                  |                  |                  |                  |                  |                  |                  |                  |                  |                  |                  |                  |                  |